# Frullania gaudichaudii
Frullania gaudichaudii là một loài rêu tản trong họ Jubulaceae. Loài này được (Nees & Mont.) Nees & Mont. miêu tả khoa học lần đầu tiên năm 1845.